# María Cristina Orive
María Cristina Orive (Antigua Guatemala, Guatemala; 1931-ibídem, 2 de septiembre de 2017) fue una fotógrafa guatemalteca. Está considerada como "una de las grandes figuras de la fotografía guatemalteca".

## Biografía
Realizó estudios en Estados Unidos y después en París donde estuvo viviendo durante quince años colaborando con la prensa guatemalteca y la televisión francesa en artículos sobre cultura y sociedad. Fue la corresponsal del diario El Imparcial en la capital francesa.
Tras su traslado a Buenos Aires en 1973 fundó con Alicia D'Amico y Sara Facio la primera editora fotográfica en América del Sur con el nombre de «La Azotea». Al mismo tiempo trabajaba para la agencia Gamma Presse.
En colaboración con Sara Facio publicó en 1980 un libro titulado Actos de fe en Guatemala en el que recogía imágenes de las diversas religiones que existían en el país, Miguel Ángel Asturias puso el prólogo al libro.
Realizó diversas exposiciones y mantuvo su residencia en Buenos Aires durante unos años.